# Eichhof (Gimte)

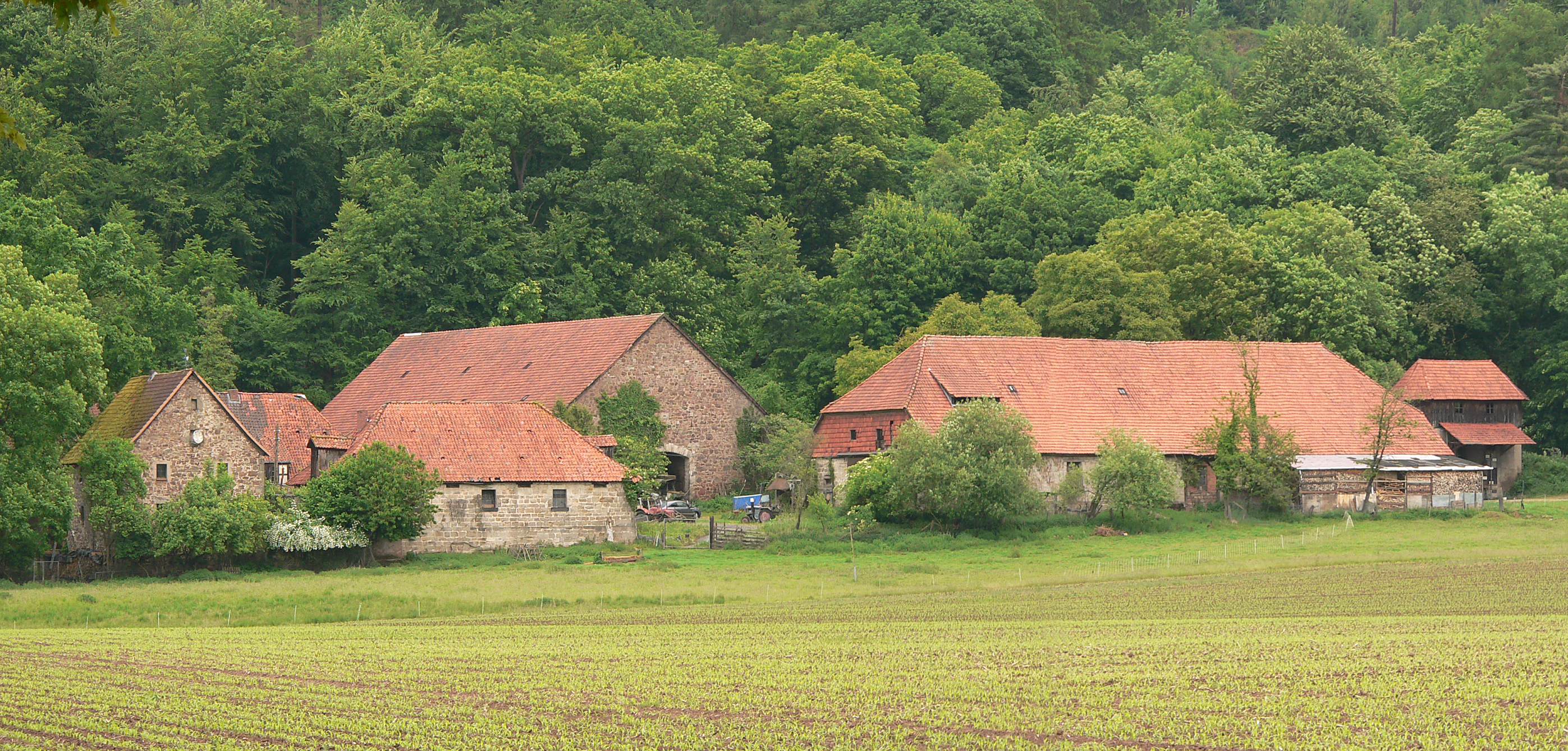
Eichhof

Der Eichhof  ist ein ehemaliges Vorwerk des früheren Klosters Hilwartshausen in der Ortschaft Gimte der Stadt Hann. Münden im Landkreis Göttingen.

## Beschreibung
Der Eichhof liegt am Rande des Wesertals auf der östlichen Flussseite am Südende des Bramwalds. Er befindet sich gegenüber dem früheren Kloster und heutigen Klostergut Hilwartshausen, das auf der westlichen Seite der Weser liegt. Zwischen beiden Ansiedlungen befand sich früher eine Furt durch den Fluss. Der Baubestand des ehemaligen Vorwerks Eichhof hat sich als geschlossen wirkende Gesamtanlage erhalten. Ende des 18. Jahrhunderts gehörten zum Gebäudebestand eine Zehntscheune, ein Schafstall, eine Mahl- und Ölmühle, ein Wohnhaus, eine Kuh- und Pferdestall sowie ein stattliches Wohnwirtschaftsgebäude als Bruchsteinbau. Die Zehntscheune ist im Kern mittelalterlich und war wie eine Scheune des Klosters auf dem anderen Weserufer von einem Treppengiebel bekrönt. Die anderen Scheunen des Eichhofs aus Sandstein stammen wohl aus dem 18. Jahrhundert.
1977 äußerte der Niedersächsische Heimatbund in seiner Roten Mappe die Hoffnung, dass der Eichhof als Vorwerk des ehemaligen Reichsklosters Hilwartshausen  und einer der wenigen noch erhaltenen klösterlichen Außenhöfe vor der Zerstörung bewahrt wird.
Heute sorgt der Habichtsgrundbach aus dem Bramwald nach Starkregen gelegentlich für Überflutungen auf dem Eichhof.

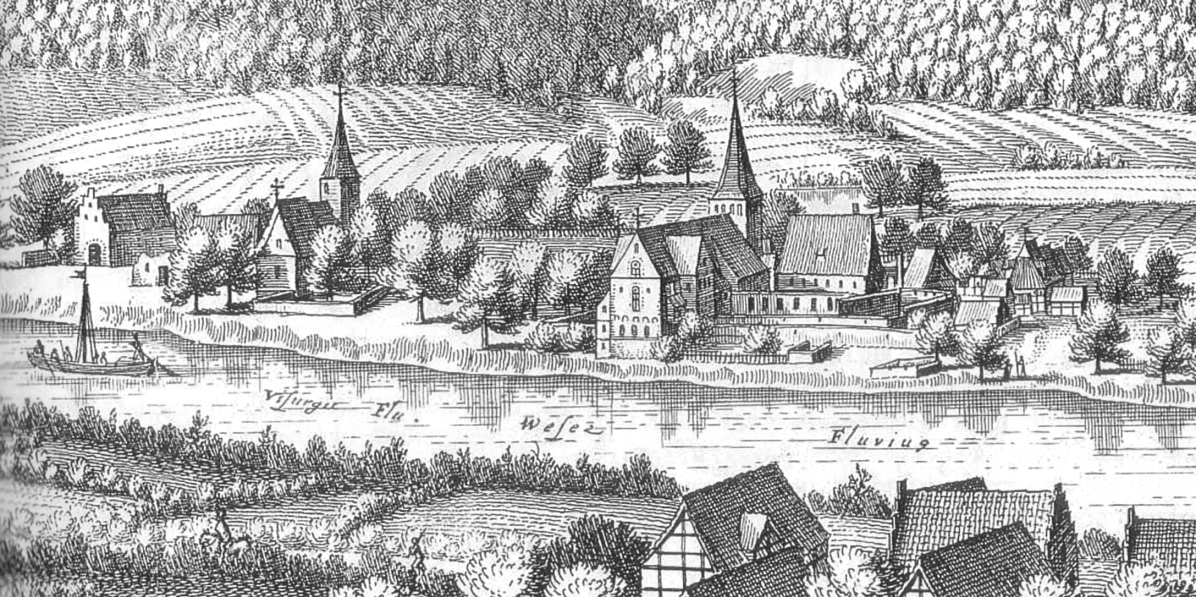
Merian-Stich um 1654 des Klosters Hilwartshausen, im Vordergrund Gebäude des Eichhofs
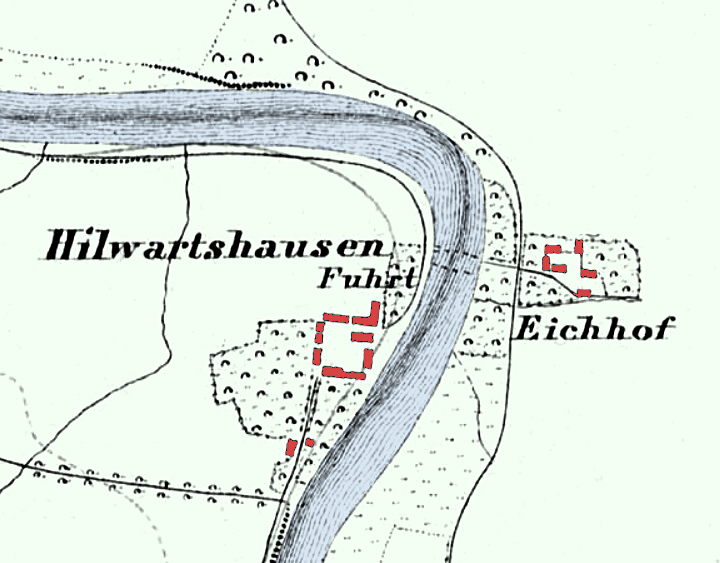
Karte von Hilwartshausen und dem Eichhof mit Furt durch die Weser, 1857 (nachträglich koloriert)
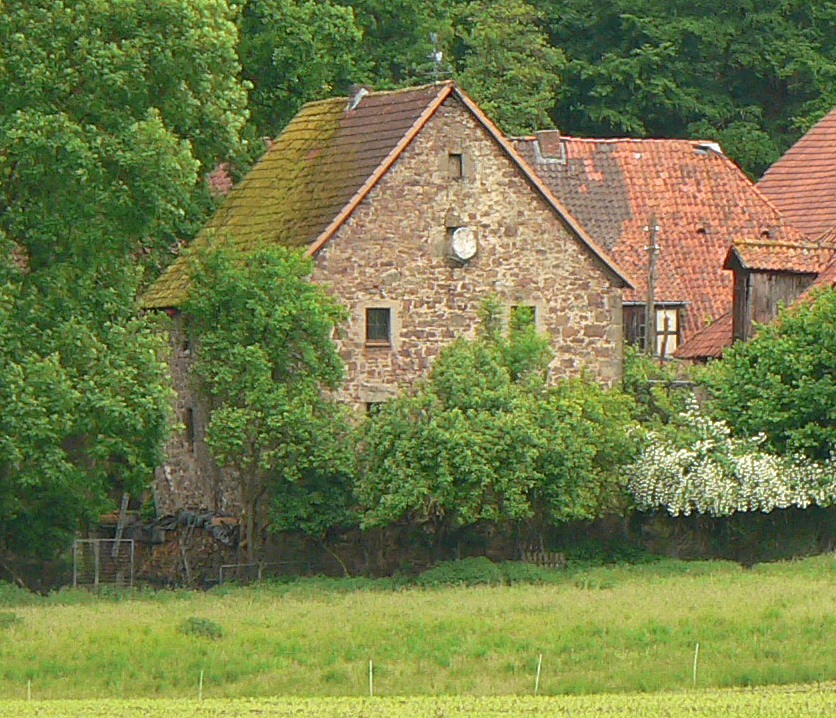
Mittelalterliche Zehntscheune
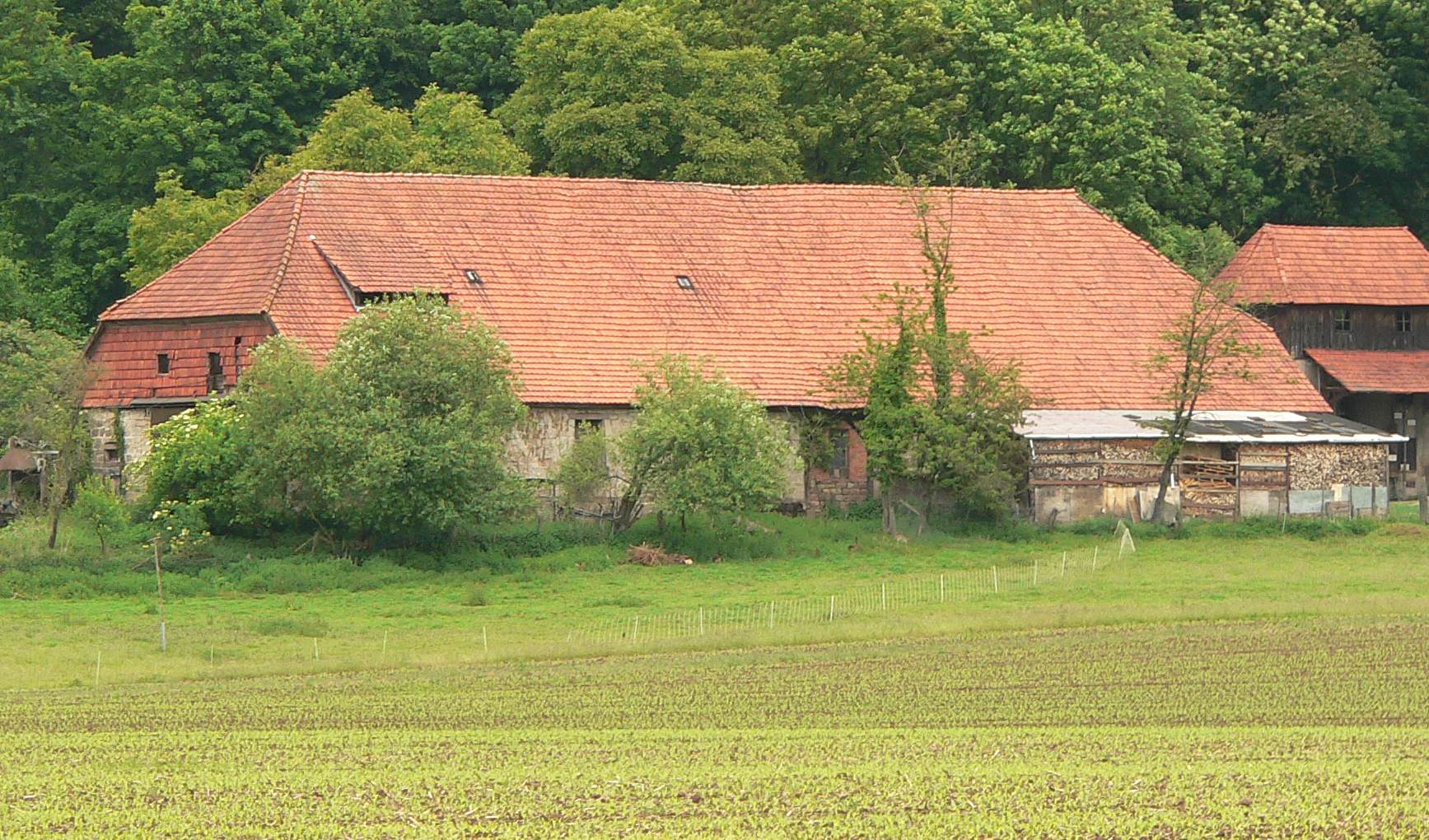
Scheune aus Sandstein